# بني درار
بني درار هي بلدية في وجدة في منطقة  بني يزناسن في جهة الشرق في المغرب. بلغ عدد سكانها بحسب إحصاء عام 2004 ما يقارب 8919 نسمة، مما يجعلها ثاني أكبر تجمع سكاني في المحافظة بعد مدينة وجدة. في عام 1994 بلغ عدد سكانها 6663 ويقدر في عام 2012 أن عدد سكانها هو 11،083.
تقع على الطريق السريع N2 على بعد 20 كم إلى الشمال الغربي من العاصمة الإقليمية وجدة و 17 كم جنوب شرق أحفير بالقرب من الحدود المغلقة مع الجزائر.